# Push Push (Herbie Mann)
Push Push è un album strumentale di Herbie Mann, uscito nel 1971.

## Descrizione
Alla fine degli anni Sessanta, Mann crea la Embryo Records. Push Push è il primo lavoro del flautista sotto questa nuova etichetta. Si tratta di un disco prevalentemente jazz, contaminato da note rock e rhythm and blues. L'album è composto da alcune cover strumentali e da brani inediti. Annovera la partecipazione straordinaria di Duane Allman, chitarrista degli Allman Brothers.

## Tracce
1. "Push Push" (Herbie Mann) — 9:55
2. "What's Going On" (Renaldo Benson, Alfred Cleveland, Marvin Gaye) — 4:12
3. "Spirit in the Dark" (Aretha Franklin) — 9:25
4. "Man's Hope"  — 6:54
5. "If" (David Gates) — 4:29
6. "Never Can Say Goodbye" (Clifton Davis) — 3:32
7. "What'd I Say" (Ray Charles) — 4:55

## Formazione
- Herbie Mann: flauto
- Duane Allman: chitarra elettrica
- Cornell Dupree: chitarra elettrica
- Richard Tee: piano
- Donald Dunn: basso elettrico
- Al Jackson Jr: batteria